# 共楽公園 (舞鶴市)
共楽公園（きょうらくこうえん）は、京都府舞鶴市のほぼ中央、中舞鶴地区のそのまた中央に位置する都市公園（近隣公園）である。

## 概要
標高約47mの小山の頂にある。
山全体には、ソメイヨシノやヤマザクラなど約800本の桜が植えられており、春季には山全体がピンク色に変わるほど咲き乱れていた。

## アロハ桜
戦後、進駐軍の日系2世が、自分の親のために用意した資金で、荒廃した街と市民を元気付けようと、桜の苗木を購入したが、急な転勤命令が出て、買ったものの植えることなく、舞鶴を去ることになった。
その後、駅に残された苗木を、同僚や市民が植えたとされ、それらの桜を「アロハ桜」と呼ぶようになったという。